# Stig Egersten
Stig Egersten, född 7 mars 1919 i Östersund, död 17 februari 1985, var en svensk jurist som var lagman i Stockholms läns västra tingsrätt från 1972 till 1976 samt i  Jakobsbergs tingsrätt från 1977 till 1984.
Egersten blev juris kandidat vid Stockholms högskola 1943 och genomförde sin tingstjänstgöring 1943–1946 innan han blev fiskal i Svea hovrätt 1946. Han blev hovrättsråd i Svea hovrätt 1961 och var lagman i Stockholms läns västra tingsrätt 1972–1976 och i Jakobsbergs tingsrätt 1977–1984.
Egersten var son till major Per Egersten (1883–1971) och hans maka Greta (1893–1972), född Tham. Han var gift från 1947 med Birgitta (1920–2011), född Westman. De är alla gravsatta på Norra begravningsplatsen utanför Stockholm.